# 宋詩選注
《宋诗选注》，作者钱锺书。人民文学出版社1958年初版。其后多次重印或重排，作者均有所校订。
本书选注了81位诗人的289首诗，七言绝句近200首，选注中分析了宋诗的主要变化和流派，以及诗歌反映的历史情况。钱锺书在序中描述了自己的取舍标准，大意是：押韵的文件不选、学问的展览和成语典故的把戏不选、仿照前人的假古董不选、把前人词意改头换面的不选、有佳句而全篇不大匀称的不选、当时传诵而现在看不出好处的不选。一个例子是文天祥的《正气歌》和《过零丁洋》皆不选。朱熹的《觀書有感》不選也是另一個爭議。本書還有其他遺珠之憾，如南宋民歌《吴歌》：“月子弯弯照九州，几家欢乐几家愁，几家夫妇同罗帐，几家飘零在他州。”亦未選入。钱锺书還引用史料來證明詩歌的真實性，錢在註釋梅堯臣的《田家語》和《汝墳貧女》中引了司馬光的《論義勇六札子》，證明梅堯臣詩符合史實。學者王兆鹏统计，钱注宋诗直接征引过的宋诗总集有11种、宋代诗文别集169种、类书8种、宋人笔记45种、宋人诗话著作20种，方志2种。
《宋詩選注》在出版不久即遭到批判，周汝昌就批判過此書。刘敏如批评“本书在注释方面，应详不详，应略不略，有的地方应注不注，有的地方流于繁琐。”當時在台灣的胡適看過這本《選注》說：“黃山谷的詩祇選四首，王荊公、蘇東坡的略多一些。我不太愛讀黃山谷的詩。錢鍾書沒有用經濟史觀來解釋，聽說共產黨要清算他了。”又說：“他是故意選些有關社會問題的詩，不過他的註確實寫得不錯。還是可以看的。”钱自己说过：“这部选本不很好；由于种种缘因，我以为可选的诗往往不能选进去，而我以为不必选的诗倒选进去了。”这话是回应胡适对选目不太满意而发的。日本漢學泰斗吉川幸次郎對《宋詩選注》非常重視，汉学家小川环树说是所有的诗歌选本中最好的一部。日本人青木正兒也認為“選注”使得“宋代文學史的一部分要改寫”。《宋诗选注》在文革结束后多次重印，没有和政治再发生纠葛。聂绀弩《题〈宋诗选注〉并赠作者钱锺书》有两句诗说得好:“真陌真阡真道路，不衫不履不头巾。”
《宋詩選注》是以《宋詩紀事》為線索檢得的。钱常在评注時不经意地展览了自己的学问，旁引博证。但也有學者表示“有些条目只注出处，不引内容，教人不能满足。”《宋詩選注》也有一些缺失，例如231页注解华岳〈田家〉“祝妻早办午炊烧”的“祝”为“请求”不妥，應改為“叮嘱、吩咐”。又如王安石的《夜直》（49页），周紫芝《竹坡诗话》认为是王安石弟王安国之作，王安国的孙女婿沈彦述看过手稿。另外，《宋詩選注》中可能還有擅改原文之嫌疑，甚至是改错了。

### 引用
1. ↑  杨绛《我们仨》说钱“选诗按照自己的标准”，“不选文天祥《正气歌》，是很大胆的不选”。1959年8月1日，钱鍾書致函日本学者荒井健提到:“同志诸君评骘拙书之文，义正词严而自愧颛愚，殊无领悟。即如文山‘正气'一歌，排比近俗调，于石徂徕《击蛇笏铭》，尤伤蹈袭，诚未敢随众叫好，一笑。”（荒井健《〈围城〉周围之七———钱锺书书信九通》，日本飙风会《飙风》第37号（2003年12月）。）1978年5月24日钱本人写信给《宋诗选注》的责任编辑弥松颐信中说:“《正气歌》一起全取苏轼《韩文公庙碑》，整篇全本石介《击蛇笏铭》，明董斯张《吹景集》、清俞樾《茶香室丛钞》等早言之;中间逻辑亦尚有问题。”（弥松颐《“钱学”谈助》，《人民政协报》2005年4月18日。）
2. ↑  連燕堂：《讀〈宋詩選注〉》（《讀書》，1980年8期）
3. ↑  
〈钱锺书《宋诗选注》的文献价值及文献疏失〉：其中诸如“陶弼《邕州小集》、金君卿《金氏文集》、史尧弼《莲峰集》、员兴宗《九华集》、许及之《涉斋集》、赵汝鐩《野谷诗稿》、陈元晋《渔墅类稿》、华岳《翠微南征录》、裘万顷《竹斋诗集》、罗与之《雪坡小稿》、吴元伦《兰皋集》、陈普《石堂先生遗集》、文珦《潜山集》、俞德邻《佩韦斋文集》和周南《山房后稿》等，老实说，笔者本人至今既未翻阅过，也很少见有人引用过。”
4. ↑  周汝昌：《读〈宋诗选注〉序》，1958年12月28日《光明日报》的《文学遗产》副刊
5. ↑  刘敏如：〈评《宋诗选注》〉，《读书杂志》，1958，第20期
6. ↑  胡頌平：《胡適之先生晚年談話錄》，1959年
7. ↑  《模糊的铜镜》
8. ↑  小川环树《钱锺书与〈宋诗选注〉》书评说“我曾经读过钱氏的论文和著作，对他那真正可说是‘学贯中西'的广博的造诣和深刻的洞察力深为叹服”。云:“可说是迄今为止全部选本中最好的”。最后说“由于这本书的出现，大概宋代文学史很多部分必须改写了吧”，充分肯定此书在宋代文学研究上的学术价值。
9. ↑  劉永翔《蓬山舟影――劉永翔文史雜說》，漢語大詞典出版社，2004年版
10. ↑  沙叶新：读改《宋诗选注》：“比如，为了说明宋诗的‘世态炎凉’和‘市价涨落’，钱先生仅在一则‘注’中便引证了《古今诗删》、屠隆的《鸿苞集》、陈子龙的《陈忠裕全集》、袁宏道的《瓶花斋集》、陶望龄的《歇庵集》、谭元春的《东坡诗选》、黄宗羲的《明文授读》以及明代的戏曲小说《荷花荡》、《鹦鹉洲》、《金瓶梅》甚至清末的《小说时报》等十几条资料，前仆后继，汹涌澎湃。”
11. ↑  連燕堂在《讀〈宋詩選注〉》一文舉例，如第56页注“一水护田将绿绕，两山排闼送青来”：“‘护田’和排闼’都从《汉书》里来。”一般读者手头未必有《汉书》，即使找到《汉书》也未必查得出这两条典故。……再如第190页介绍陆游时提到“《红楼梦》第四十八回里香菱的摘句”，195页注(五)又提到“例如汪康年《庄谐选录》卷六《联语》条，恰好也是香菱的两句。”这两句到底是什么呢？无论什么人读到这里，都会提出这个问题；但除非红学专家，一般读者即使读过一两遍《红楼梦》，也未必还记得。
12. ↑  李裕民：《钱钟书〈宋诗选注〉发微》，2008年9月
13. ↑  杜松柏《钱钟书〈宋诗选注〉之评论》稱：“钱氏犯了颇为严重的校雠上的错误：‘无据改字’———没有任何版本上的依据，竟然改正原诗句的文字。”學者王兆鹏亦舉出例子，萧立之《第四桥》首联“自折孤樽擘蟹斟，荻花洲渚月平林”的“折”字，钱注宋诗“疑是误字”而径改为“把”(第474页) 。並同意學者吴世昌的說法：“‘折’字不误。‘折’犹‘倾’也。‘折腰’谓倾其腰身‘，心折’犹云‘心倾’。”（王兆鹏：〈钱锺书《宋诗选注》的文献价值及文献疏失〉）

### 文章
- 宋诗选注论评